# أسامة عبد الرحمن الدوري
أسامة عبد الرحمن الدوري (1954م-2020م) أكاديمي ومؤرخ عراقي أستاذ التاريخ الحديث والمعاصر بجامعة بغداد.

## سيرته
ولد أسامة الدوري في قضاء الدور، أحد أقضية محافظة صلاح الدين عام 1954، أكمل دراسته الابتدائية فيها، ثم انتقل إلى بغداد في بداية السبعينات لإكمال دراسته الجامعية في كلية الآداب بجامعة بغداد، وحصل على شهادة بكالوريوس تاريخ عام 1975، وثم على الماجستير في التاريخ المعاصر من نفس الجامعة والكلية عام 1983، وعلى دكتوراه فلسفة في التاريخ الحديث والمعاصر عام 1989، عمل باحثاً علمياً في وزارة التربية العراقية ضمن لجنة إعداد مناهج مادة التاريخ بين عامي 1977 - 1980. وكان مدرساً في معهد إعداد المعلمات في بغداد لمدة عام بين 1983 - 1984، وشغل منصب معاون عميد معهد التدريب والتطوير التربوي لمدة عامين بين 1984 - 1986، ثم عاد مدرساً في معهد إعداد المعلمات بين عامي 1989 - 1991. عمل في السلك الأكاديمي من عام 1983 حتى وفاته، في جامعة بغداد والمستنصرية في العراق، وجامعة عمر المختار في ليبيا بين عامي 1994 - 2001.

## الكتب المنشورة
1. العلاقات العراقية-الأمريكية في سنوات الحرب العالمية الثانية، 1939-1945، بغداد، 2006 .
2. ثورة 14 تموز 1958 في وثائق وزارة الخارجية الأمريكية: دراسة في التركيبة السياسية: قادة الثورة، القوميون، الشيوعيون، الأكراد.
3. الحزب الشيوعي العراقي في عهد البكر 1968- 1979.
4. تاريخ العراق في سنوات الاحتلال البريطاني، 1917-1920، دمشق، 2009.
5. تطور سياسة العراق النفطية، 1952-1963.
6. مكرم الطالباني ودوره السياسي والفكري في العراق (1923-1979).
7. سياسة العراق النفطية 1952-1963، بغداد، 2003.
8. الموقف الأمريكي من ثورة 14 تموز 1958.
9. عبد العزيز الدوري: مفكرا ومؤرخاً، بغداد، 2011 (كتاب مشترك).
10. تأريخ العراق المعاصر، بغداد 2011.
11. تاريخ البلاد العربية الحديث، بغداد 2012.

## البحوث والدراسات
1. الإدارة البريطانية في الكوفة 1917-1920، مجلة كلية الآداب –جامعة بغداد، 2004.
2. الإدارة البريطانية في الكوت 1917-1920، مجلة الجمعية العراقية للتاريخ والآثار، بغداد، 2004 .
3. زيارة الملك حسين بن طلال إلى الولايات المتحدة الأمريكية عام 1959، صفحة جديدة في العلاقات الأردنية الأمريكية، الحسين بن طلال والعالم، جامعة الحسين بن طلال، المملكة الأردنية الهاشمية، 2003.
4. الديوانية في سنوات الاحتلال البريطاني 1917-1920، مجلة القادسية، المجلد (2)، العدد (4)، كانون الأول، جامعة القادسية-العراق، 2002.
5. العلاقات العراقية الأمريكية في سنوات حكم الملك فيصل الأول 1921-1933، تجربة فيصل الأول في سورية والعراق، جامعة آل البيت، المملكة الأردنية الهاشمية، 1999 .
6. عبد الكريم قاسم وقضية النفط العراقي، مجلة الدراسات التاريخية، الجماهيرية الليبية، 1999.
7. الإدارة البريطانية في تكريت 1918-1920، موسوعة تكريت، بغداد، 1997.
8. الوجود العثماني في قطر 1871-1916، موسوعة قطر في التاريخ، بالتعاون مع اتحاد المؤرخين العرب، بغداد، 1997.
9. الإدارة البريطانية في الأنبار 1917-1920، مجلة الدراسات التاريخية، الجماهيرية الليبية، 1995.
10. زيارة تشارلس كرين إلى العراق عام 1929، مجلة المؤرخ العربي، العدد 46، بغداد، 1994-1995.[4]
11. قلق بريطاني من شبح حكومة الدفاع الوطني، مجلة آفاق عربيه، بغداد، أيار 1989.

## تلاميذه
أشرف على الكثير من رسائل وأطروحات الدراسات التاريخية العليا في جامعة بغداد، وفي معهد التاريخ العربي التابع 'لاتحاد المؤرخين العرب وتخرج على يديه طلبة كثيرون، وصل بعضهم اليوم إلى مرتبة الأستاذية منهم:
- طاهر خلف البكاء
- اسعد محمد زيدان الجوادي
- أسيل عبد الستار
- أنعام مهدي السليمان
- محمود عبد الواحد محمود القيسي
- باسم حطاب حبش الطعمة
- حنا عزو بهنان
- خليل إبراهيم صالح المشهداني
- جاسم محمد هادي القيسي
- نايف محمد حسن الاحبابي
- نذير جبار الهنداوي
- بشرى محمود صالح الزوبعي
- أنيس عبد الخالق
- سحر أحمد ناجي
- رياض جاسم حسن الاسدي
- جمال الدين فالح الكيلاني
- عبد المجيد عبد اللطيف العاني
- عمر محمد جعفر القرالة
- عبد الله حميد العتابي
- أحمد ناطق إبراهيم

## تكريمه
عقد بيت الحكمة بالتعاون مع قسم التاريخ في كلية الآداب في جامعة بغداد بتاريخ 17 أيلول 2012م ندوة لتكريم الدكتور العابد وكانت تحت عنوان «المؤرخ أسامة الدوري..منهجيته وإسهاماته الأكاديمية والإنسانية» عرفاناً بدوره العلمي وإسهاماته الأكاديمية التي قدمها طوال حياته.